# Kvalifikace na Mistrovství světa ve fotbale 1950

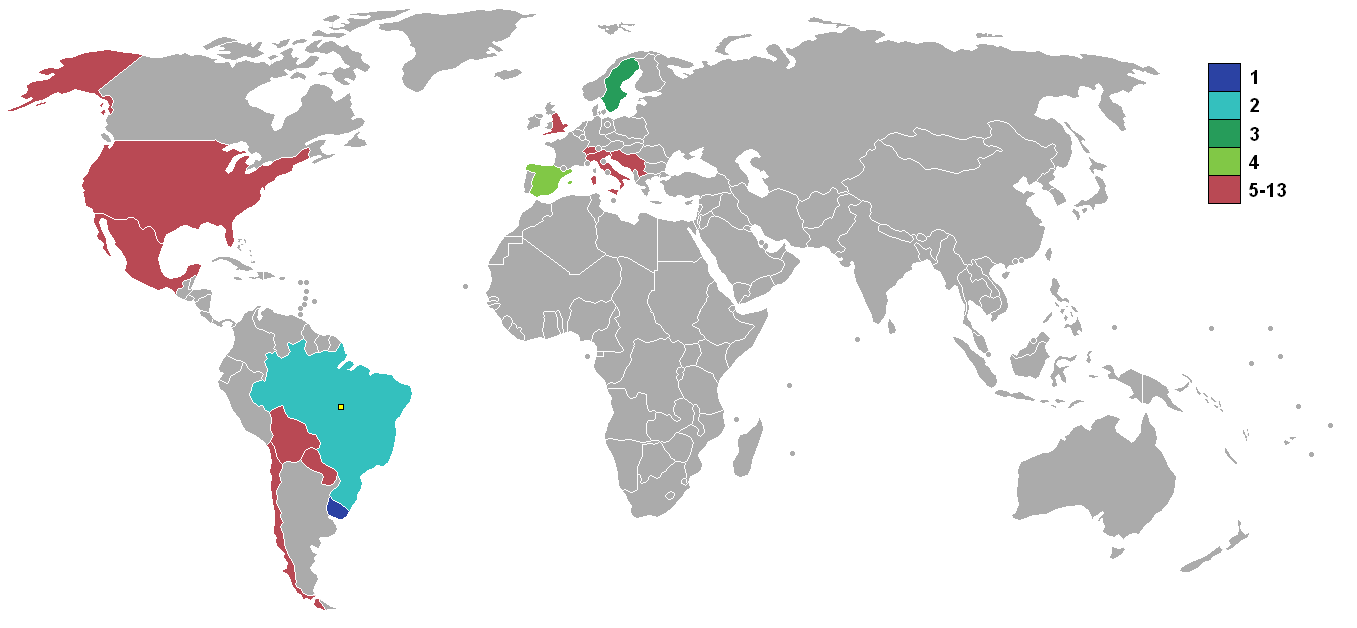
Kvalifikované země

Celkem 34 týmů vstoupilo do kvalifikace o Mistrovství světa ve fotbale 1950 a bojovalo o 14 míst na závěrečném turnaji. Obhájci titulu - Itálie a hostitelská Brazílie měli účast jistou.
Zbylých 32 týmů bylo rozděleno na základě geografických kritérií následovně:
- Skupiny 1 až 6 - Evropa: 7 místenek, o které bojovalo 18 týmů včetně Izraele a Sýrie
- Skupiny 7, 8 a 9 - Severní a Jižní Amerika: 6 místenek, o které bojovalo 10 týmů.
- Skupina 10 - Asie: 1 místenka, o kterou bojovaly 4 týmy.

Ale kvalifikované týmy Indie, Skotsko a Turecko se před závěrečným turnajem odhlásily, a tak se závěrečného turnaje zúčastnilo pouze 13 týmů.
Celkem 19 týmů sehrálo minimálně jeden kvalifikační zápas. Bylo jich hráno celkem 26 a bylo v nich vstřeleno 121 branek (průměrně 4,65 na zápas).

## Formát
- Skupina 1 měla 4 týmy. Ty se jednokolově utkaly každý s každým a první dva celky postoupily.
- Skupiny 2, 3 a 4 měly každý 3 týmy. Nejsilnější tým každé skupiny byl nasazen a byla zde dvě kola:
  - První fáze: Nejsilnější tým byl nasazen přímo do finálové fáze. Zbylé dva týmy se utkaly doma a venku a vítěz postoupil do finálové fáze.
  - Finálová fáze: Nasazený tým se utkal doma a venku s vítězem první fáze. Vítěz postoupil na MS.
- Skupina 5 měla 3 týmy. Ty se utkaly dvoukolově každý s každým. Vítěz skupiny postoupil na MS.
- Skupina 6 měla 2 týmy. Ty se utkaly doma a venku a vítěz postoupil.
- Skupina 7 měla 3 týmy. První dva týmy postoupily.
- Skupina 8 měla 4 týmy. První dva týmy postoupily.
- Skupina 9 měla 3 týmy. Ty se utkaly dvoukolově každý s každým. První dva týmy postoupily.
- Skupina 10 měla 4 týmy. Vítěz skupiny postoupil.

## Skupina 1
| Poř. | Tým           | B | Z | V | R | P | VG | IG | +/- |
| ---- | ------------- | - | - | - | - | - | -- | -- | --- |
| 1    | Anglie        | 6 | 3 | 3 | 0 | 0 | 14 | 3  | +11 |
| 2    | Skotsko       | 4 | 3 | 2 | 0 | 1 | 10 | 3  | +7  |
| 3=   | Wales         | 1 | 3 | 0 | 1 | 2 | 1  | 6  | -5  |
| 3=   | Severní Irsko | 1 | 3 | 0 | 1 | 2 | 4  | 17 | -13 |

| 1. října 1949  |        |                                                                           |                                                                           |
| Severní Irsko  | 2 – 8  | Skotsko                                                                   | Windsor Park, Belfast diváci: 50 000 rozhodčí: Reginald Mortimer (Anglie) |
| Smyth 50', 59' | Report | Morris 2', 70', 88' Waddell 5', 31' (pen.) Steel 23' Reilly 24' Mason 80' | Windsor Park, Belfast diváci: 50 000 rozhodčí: Reginald Mortimer (Anglie) |

| 15. října 1949 |        |                                     |                                                                     |
| Wales          | 1 – 4  | Anglie                              | Ninian Park, Cardiff diváci: 61 079 rozhodčí: Jack Mowatt (Skotsko) |
| Griffiths 80'  | Report | Mortensen 22' Milburn 29', 34', 66' | Ninian Park, Cardiff diváci: 61 079 rozhodčí: Jack Mowatt (Skotsko) |

| 9. listopadu 1949       |        |       |                                                                  |
| Skotsko                 | 2 – 0  | Wales | Hampden Park, Glasgow diváci: 73 782 rozhodčí: S.K. Law (Anglie) |
| McPhail 25' Linwood 78' | Report |       | Hampden Park, Glasgow diváci: 73 782 rozhodčí: S.K. Law (Anglie) |

| 16. listopadu 1949                                                        |        |                       |                                                                          |
| Anglie                                                                    | 9 – 2  | Severní Irsko         | Maine Road, Manchester diváci: 69 742 rozhodčí: Mervyn Griffiths (Wales) |
| Rowley 6', 47', 56', 58' Froggatt 25' Mortensen 35', 50' Pearson 33', 68' | Report | Smyth 55' Brennan 75' | Maine Road, Manchester diváci: 69 742 rozhodčí: Mervyn Griffiths (Wales) |

| 8. března 1950 |        |               |                                                                             |
| Wales          | 0 – 0  | Severní Irsko | Racecourse Ground, Wrexham diváci: 30 000 rozhodčí: Reginald Leafe (Anglie) |
|                | Report |               | Racecourse Ground, Wrexham diváci: 30 000 rozhodčí: Reginald Leafe (Anglie) |

| 25. května 1950 |        |             |                                                                         |
| Skotsko         | 0 – 1  | Anglie      | Hampden Park, Glasgow diváci: 133 300 rozhodčí: Reginald Leafe (Anglie) |
|                 | Report | Bentley 64' | Hampden Park, Glasgow diváci: 133 300 rozhodčí: Reginald Leafe (Anglie) |

Anglie se kvalifikovala. Skotsko se také kvalifikovalo, ale odmítlo se zúčastnit, protože se chtělo účastnit pouze v případě vítězství skupiny.

## Skupina 2

### První fáze
| Poř. | Tým     | B | Z | V | R | P | VG | IG | +/- |
| ---- | ------- | - | - | - | - | - | -- | -- | --- |
| 1    | Turecko | 2 | 1 | 1 | 0 | 0 | 7  | 0  | +7  |
| 2    | Sýrie   | 0 | 1 | 0 | 0 | 1 | 0  | 7  | -7  |

| 20. listopadu 1949                                                       |       |       |                                                            |
| Turecko                                                                  | 7 – 0 | Sýrie | 19. mayıs Stadium, Ankara rozhodčí: Antonio Gamba (Itálie) |
| Cansever 12', 16', 87' Eken 44' Kücükandonyadis 66' Keskin 67' Kilic 72' |       |       | 19. mayıs Stadium, Ankara rozhodčí: Antonio Gamba (Itálie) |

Sýrie po prvním utkání odvetu vzdala.
Turecko postoupilo do finálové fáze.

### Finálová fáze
| Poř. | Tým      | B                                | Z                                | V                                | R                                | P                                | VG                               | IG                               | +/-                              |
| ---- | -------- | -------------------------------- | -------------------------------- | -------------------------------- | -------------------------------- | -------------------------------- | -------------------------------- | -------------------------------- | -------------------------------- |
| —    | Turecko  | kvalifikováno, později odhlášeno | kvalifikováno, později odhlášeno | kvalifikováno, později odhlášeno | kvalifikováno, později odhlášeno | kvalifikováno, později odhlášeno | kvalifikováno, později odhlášeno | kvalifikováno, později odhlášeno | kvalifikováno, později odhlášeno |
| —    | Rakousko | odhlášeno                        | odhlášeno                        | odhlášeno                        | odhlášeno                        | odhlášeno                        | odhlášeno                        | odhlášeno                        | odhlášeno                        |

Rakousko se odhlásilo, a tak Turecko postoupilo automaticky. Ale i Turecko se následně odhlásilo, a tak se závěrečného turnaje nezúčastnilo.

## Skupina 3

### První fáze
| Poř. | Tým        | B | Z | V | R | P | VG | IG | +/- |
| ---- | ---------- | - | - | - | - | - | -- | -- | --- |
| 1    | Jugoslávie | 4 | 2 | 2 | 0 | 0 | 11 | 2  | +9  |
| 2    | Izrael     | 0 | 2 | 0 | 0 | 2 | 2  | 11 | -9  |

| 21. srpna 1949                                                     |        |        |                                                                          |
| Jugoslávie                                                         | 6 – 0  | Izrael | JNA Stadion, Bělehrad diváci: 35 000 rozhodčí: Geovanni Galeati (Itálie) |
| Pajević 12', 19', 26' Senčar 44' Ž. Čajkovski 63' Bobek 83' (pen.) | Report |        | JNA Stadion, Bělehrad diváci: 35 000 rozhodčí: Geovanni Galeati (Itálie) |

| 18. září 1949   |        |                                                |                                                                             |
| Izrael          | 2 – 5  | Jugoslávie                                     | Maccabiah Stadium, Tel Aviv diváci: 20 000 rozhodčí: Yosef Kinstlich (Kypr) |
| Glazer 46', 78' | Report | Valok 15', 37' Bobek 26' Z. Čajkovski 61', 75' | Maccabiah Stadium, Tel Aviv diváci: 20 000 rozhodčí: Yosef Kinstlich (Kypr) |

Jugoslávie postoupila do finálové fáze.

### Finálová fáze
| Poř. | Tým        | B | Z | V | R | P | VG | IG | +/- |
| ---- | ---------- | - | - | - | - | - | -- | -- | --- |
| 1=   | Francie    | 2 | 2 | 0 | 2 | 0 | 2  | 2  | 0   |
| 1=   | Jugoslávie | 2 | 2 | 0 | 2 | 0 | 2  | 2  | 0   |

| 9. října 1949    |        |             |                                                                                |
| Jugoslávie       | 1 – 1  | Francie     | JNA Stadion, Bělehrad diváci: 50 000 rozhodčí: Karel van der Meer (Nizozemsko) |
| Ž. Čajkovski 36' | Report | Baillot 55' | JNA Stadion, Bělehrad diváci: 50 000 rozhodčí: Karel van der Meer (Nizozemsko) |

| 30. října 1949 |        |            |                                                                                       |
| Francie        | 1 – 1  | Jugoslávie | Stade Olympique de Colombes, Paříž diváci: 53 569 rozhodčí: Giovanni Galeati (Itálie) |
| Baillot 8'     | Report | Bobek 44'  | Stade Olympique de Colombes, Paříž diváci: 53 569 rozhodčí: Giovanni Galeati (Itálie) |

Oba týmy měly stejný počet bodů i skóre, a tak musel rozhodnout zápas na neutrální půdě.
| 11. prosince 1949                            |                   |                        |                                                                                     |
| Jugoslávie                                   | 3 – 2 (po prodl.) | Francie                | Stadio Giovanni Berta, Florencie diváci: 25 000 rozhodčí: Giovanni Galeati (Itálie) |
| Mihajlović 12', 84' (pen.) Ž. Čajkovski 114' | Report            | Walter 13' Luciano 83' | Stadio Giovanni Berta, Florencie diváci: 25 000 rozhodčí: Giovanni Galeati (Itálie) |

Jugoslávie se kvalifikovala na závěrečný turnaj.

## Skupina 4

### První fáze
| Poř. | Tým         | B | Z | V | R | P | VG | IG | +/- |
| ---- | ----------- | - | - | - | - | - | -- | -- | --- |
| 1    | Švýcarsko   | 4 | 2 | 2 | 0 | 0 | 8  | 4  | +4  |
| 2    | Lucembursko | 0 | 2 | 0 | 0 | 2 | 4  | 8  | -4  |

| 26. června 1949                                      |        |                      |        |
| Švýcarsko                                            | 5 – 2  | Lucembursko          | Curych |
| Maillard 20' Fatton 30' 41' Ballaman 48' Antenen 59' | Report | Wagner 3' Reuter 88' | Curych |

| 18. září 1949        |        |                                        |           |
| Lucembursko          | 2 – 3  | Švýcarsko                              | Lucemburk |
| Muller 3' Kremer 38' | Report | Maillard 1' Friedländer 59' Fatton 75' | Lucemburk |

Švýcarsko postoupilo do finálové fáze.

### Finálová fáze
| Poř. | Tým       | B             | Z             | V             | R             | P             | VG            | IG            | +/-           |
| ---- | --------- | ------------- | ------------- | ------------- | ------------- | ------------- | ------------- | ------------- | ------------- |
| 1    | Švýcarsko | kvalifikováno | kvalifikováno | kvalifikováno | kvalifikováno | kvalifikováno | kvalifikováno | kvalifikováno | kvalifikováno |
| —    | Belgie    | odhlášena     | odhlášena     | odhlášena     | odhlášena     | odhlášena     | odhlášena     | odhlášena     | odhlášena     |

Belgie se odhlásila, takže se Švýcarsko kvalifikovalo bez boje.

## Skupina 5
| Poř. | Tým     | B | Z | V | R | P | VG | IG | +/- |
| ---- | ------- | - | - | - | - | - | -- | -- | --- |
| 1    | Švédsko | 4 | 2 | 2 | 0 | 0 | 6  | 2  | +4  |
| 2    | Irsko   | 3 | 4 | 1 | 1 | 2 | 6  | 7  | -1  |
| 3    | Finsko  | 1 | 2 | 0 | 1 | 1 | 1  | 4  | -3  |

| 2. června 1949                               |        |          |                                                                          |
| Švédsko                                      | 3 – 1  | Irsko    | Råsunda Stadion, Stockholm diváci: 38 000 rozhodčí: Louis Baert (Belgie) |
| Anderson 17' (pen.) Jeppson 37' Liedholm 69' | Report | Walsh 9' | Råsunda Stadion, Stockholm diváci: 38 000 rozhodčí: Louis Baert (Belgie) |

| 8. září 1949                     |        |        |                                                                      |
| Irsko                            | 3 – 0  | Finsko | Dalymount Park, Dublin diváci: 22 479 rozhodčí: W.H.E. Evan (Anglie) |
| Gavin 35' Martin 44' (pen.), 68' | Report |        | Dalymount Park, Dublin diváci: 22 479 rozhodčí: W.H.E. Evan (Anglie) |

| 9. října 1949 |        |             |                                                                                          |
| Finsko        | 1 – 1  | Irsko       | Olympiastadion Helsinky, Helsinky diváci: 13 000 rozhodčí: Johan Bronkhorst (Nizozemsko) |
| Vaihela 89'   | Report | Farrell 65' | Olympiastadion Helsinky, Helsinky diváci: 13 000 rozhodčí: Johan Bronkhorst (Nizozemsko) |

| 13. listopadu 1949 |        |                     |                                                                       |
| Irsko              | 1 – 3  | Švédsko             | Dalymount Park, Dublin diváci: 41 031 rozhodčí: William Ling (Anglie) |
| Martin 61' (pen.)  | Report | Palmér 4', 40', 68' | Dalymount Park, Dublin diváci: 41 031 rozhodčí: William Ling (Anglie) |

Švédsko se kvalifikovalo. Finsko se odhlásilo v průběhu soutěže.

## Skupina 6
| Poř. | Tým         | B | Z | V | R | P | VG | IG | +/- |
| ---- | ----------- | - | - | - | - | - | -- | -- | --- |
| 1    | Španělsko   | 3 | 2 | 1 | 1 | 0 | 7  | 3  | +4  |
| 2    | Portugalsko | 1 | 2 | 0 | 1 | 1 | 3  | 7  | -4  |

| 2. dubna 1950                                    |        |             |                                                      |
| Španělsko                                        | 5 – 1  | Portugalsko | Nuevo Chamartín, Madrid rozhodčí: Reg Leafe (Anglie) |
| Zarra 11', 58' Basora 13' Panizo 15' Molowny 65' | Report | Sabrita 36' | Nuevo Chamartín, Madrid rozhodčí: Reg Leafe (Anglie) |

| 9. dubna 1950             |        |                      |                                               |
| Portugalsko               | 2 – 2  | Španělsko            | Jamor, Lisabon rozhodčí: Jack Mowat (Skotsko) |
| Travassos 51' Correia 53' | Report | Zarra 24' Gaínza 82' | Jamor, Lisabon rozhodčí: Jack Mowat (Skotsko) |

Španělsko se kvalifikovalo.

## Skupina 7
| Poř. | Tým       | B             | Z             | V             | R             | P             | VG            | IG            | +/-           |
| ---- | --------- | ------------- | ------------- | ------------- | ------------- | ------------- | ------------- | ------------- | ------------- |
| 1=   | Bolívie   | kvalifikována | kvalifikována | kvalifikována | kvalifikována | kvalifikována | kvalifikována | kvalifikována | kvalifikována |
| 1=   | Chile     | kvalifikováno | kvalifikováno | kvalifikováno | kvalifikováno | kvalifikováno | kvalifikováno | kvalifikováno | kvalifikováno |
| —    | Argentina | odhlášena     | odhlášena     | odhlášena     | odhlášena     | odhlášena     | odhlášena     | odhlášena     | odhlášena     |

Argentina se odhlásila, a tak se Bolívie a Chile kvalifikovali automaticky.

## Skupina 8
| Poř. | Tým      | B             | Z             | V             | R             | P             | VG            | IG            | +/-           |
| ---- | -------- | ------------- | ------------- | ------------- | ------------- | ------------- | ------------- | ------------- | ------------- |
| 1=   | Paraguay | kvalifikována | kvalifikována | kvalifikována | kvalifikována | kvalifikována | kvalifikována | kvalifikována | kvalifikována |
| 1=   | Uruguay  | kvalifikována | kvalifikována | kvalifikována | kvalifikována | kvalifikována | kvalifikována | kvalifikována | kvalifikována |
| —    | Ekvádor  | odhlášen      | odhlášen      | odhlášen      | odhlášen      | odhlášen      | odhlášen      | odhlášen      | odhlášen      |
| —    | Peru     | odhlášeno     | odhlášeno     | odhlášeno     | odhlášeno     | odhlášeno     | odhlášeno     | odhlášeno     | odhlášeno     |

Celky Ekvádoru a Peru se odhlásily, a tak Paraguay a Uruguay postoupili na závěrečný turnaj automaticky.

## Skupina 9
| Poř. | Tým    | B | Z | V | R | P | VG | IG | +/- |
| ---- | ------ | - | - | - | - | - | -- | -- | --- |
| 1    | Mexiko | 8 | 4 | 4 | 0 | 0 | 17 | 2  | +15 |
| 2    | USA    | 3 | 4 | 1 | 1 | 2 | 8  | 15 | -7  |
| 3    | Kuba   | 1 | 4 | 0 | 1 | 3 | 3  | 11 | -8  |

| 4. září 1949 |       |                                                            |                                                                                 |
| USA          | 0 – 6 | Mexiko                                                     | Estadio de los Deportes, Mexico City diváci: 60 000 rozhodčí: José Tapia (Kuba) |
|              |       | Flores 20' Luna 30' de la Fuente 37', 55', 58' Septien 85' | Estadio de los Deportes, Mexico City diváci: 60 000 rozhodčí: José Tapia (Kuba) |

| 11. září 1949        |       |      |                                                                       |
| Mexiko               | 2 – 0 | Kuba | Estadio de los Deportes, Mexico City rozhodčí: Prudencio García (USA) |
| Luna 26' Casarín 57' |       |      | Estadio de los Deportes, Mexico City rozhodčí: Prudencio García (USA) |

| 14. září 1949 |       |             |                                                    |
| Kuba          | 1 – 1 | USA         | Estadio de los Deportes, Mexico City diváci: 8 000 |
| Gómez 28'     |       | Wallace 23' | Estadio de los Deportes, Mexico City diváci: 8 000 |

| 18. září 1949                                              |       |                       |                                                                                 |
| Mexiko                                                     | 6 – 2 | USA                   | Estadio de los Deportes, Mexico City diváci: 54 500 rozhodčí: José Tapia (Kuba) |
| Ortiz 14' Casarín 23', 41', 76' de la Fuente 47' Ochoa 89' |       | Souza 52' Wattman 90' | Estadio de los Deportes, Mexico City diváci: 54 500 rozhodčí: José Tapia (Kuba) |

| 21. září 1949                                    |       |                       |                                                                                 |
| USA                                              | 5 – 2 | Kuba                  | Estadio de los Deportes, Mexico City diváci: 60 000 rozhodčí: José Tapia (Kuba) |
| Bahr 16' Souza 23' Matevich 30', 35' Wallace 48' |       | Barquin 42' Veiga 50' | Estadio de los Deportes, Mexico City diváci: 60 000 rozhodčí: José Tapia (Kuba) |

| 25. září 1949               |       |      |                                                                       |
| Mexiko                      | 3 – 0 | Kuba | Estadio de los Deportes, Mexico City rozhodčí: Prudencio García (USA) |
| Naranjo 44', 88' Flores 58' |       |      | Estadio de los Deportes, Mexico City rozhodčí: Prudencio García (USA) |

Mexiko a USA se kvalifikovali.

## Skupina 10
| Poř. | Tým       | B                                | Z                                | V                                | R                                | P                                | VG                               | IG                               | +/-                              |
| ---- | --------- | -------------------------------- | -------------------------------- | -------------------------------- | -------------------------------- | -------------------------------- | -------------------------------- | -------------------------------- | -------------------------------- |
| —    | Indie     | kvalifikována, později odhlášena | kvalifikována, později odhlášena | kvalifikována, později odhlášena | kvalifikována, později odhlášena | kvalifikována, později odhlášena | kvalifikována, později odhlášena | kvalifikována, později odhlášena | kvalifikována, později odhlášena |
| —    | Barma     | odhlášena                        | odhlášena                        | odhlášena                        | odhlášena                        | odhlášena                        | odhlášena                        | odhlášena                        | odhlášena                        |
| —    | Indonésie | odhlášena                        | odhlášena                        | odhlášena                        | odhlášena                        | odhlášena                        | odhlášena                        | odhlášena                        | odhlášena                        |
| —    | Filipíny  | odhlášena                        | odhlášena                        | odhlášena                        | odhlášena                        | odhlášena                        | odhlášena                        | odhlášena                        | odhlášena                        |

Celky Barma, Filipíny a Indonésie se odhlásily, takže se Indie kvalifikovala bez boje. I ta se ale nakonec kvůli nákladům na cestu a vzdálenosti závěrečného turnaje nezúčastnila.